# Ferdinando Sanfelice

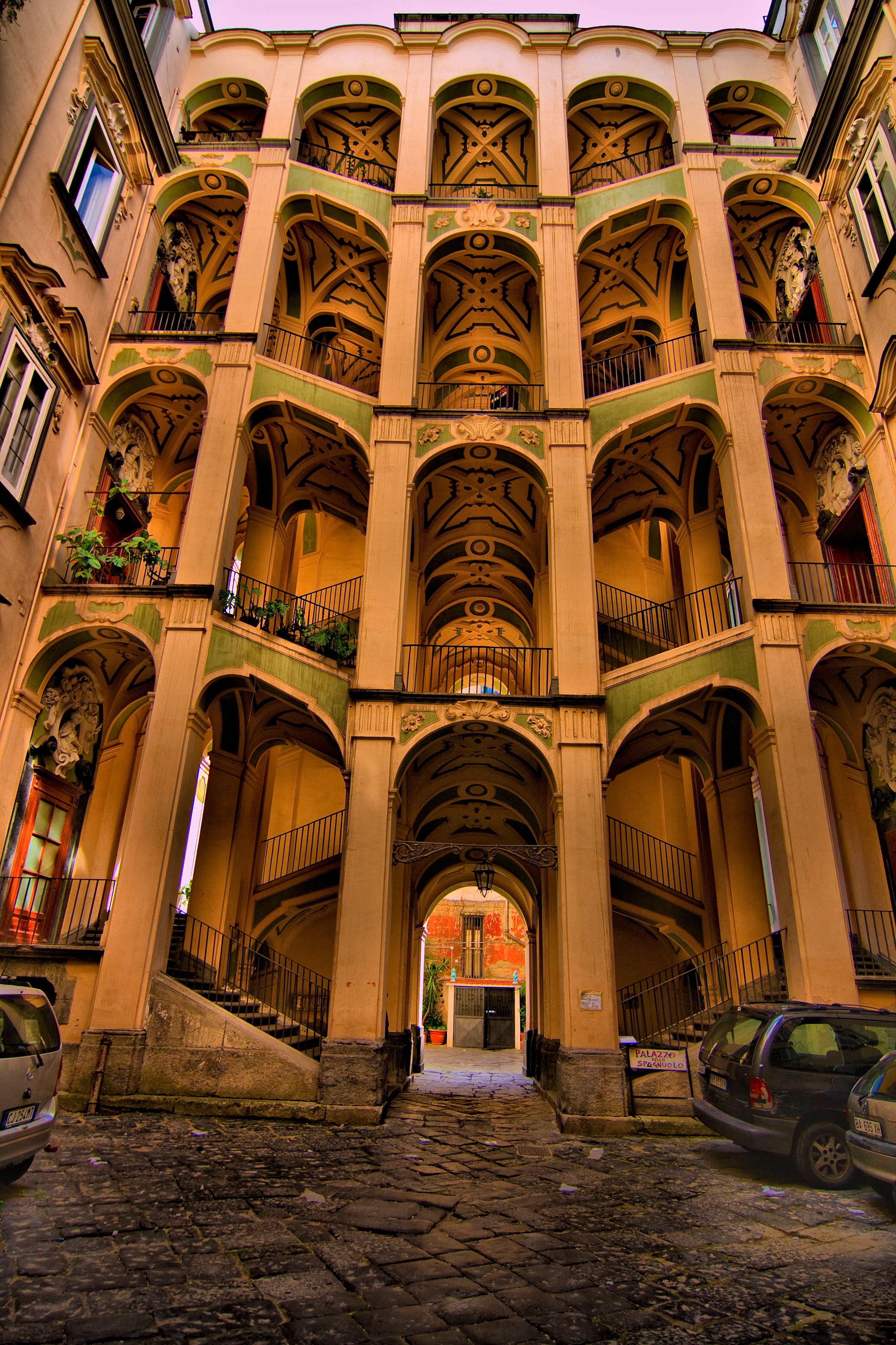
Palazzo dello Spagnolo, Nápoles. Sanfelice projetou a escadaria.

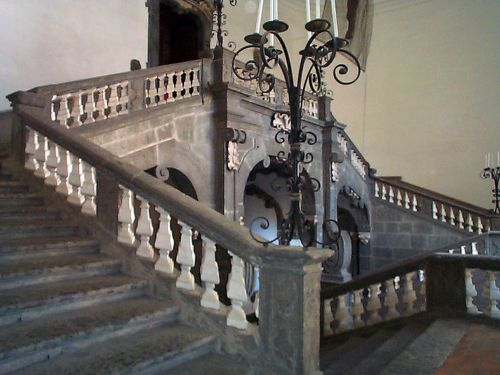
Escadaria dentro do Palazzo Serra di Cassano em Nápoles.

Ferdinando Sanfelice (Nápoles, 1675 – 1 de abril de 1748, Nápoles) foi um arquiteto, pintor e nobre italiano da era barroca, ativo em Nápoles, Nardò e Salerno no início do século XVIII. Ferdinando Sanfelice foi um dos arquitetos mais criativos de Nápoles do século XVIII, famoso sobretudo pelas monumentais escadarias abertas que construiu.
Foi aluno de Francesco Solimena.
Sanfelice trabalhou também em igrejas em Nápoles, incluindo San Lorenzo Maggiore, San Giovanni a Carbonara, e a capela da Nunziatella na academia militar de Nunziatella.